# Friedrich Hildebrand (SS-Mitglied)
Friedrich Georg Hermann „Fritz“ Hildebrand (* 2. September 1902 in Syke; † 27. August 1983 in Detmold) war ein deutscher SS-Hauptsturmführer und Leiter des Zwangsarbeitslagers in Boryslaw und Drohobycz.

## Leben
Friedrich Hildebrand war Sohn eines Gerichtskassenrendanten. Von Ostern 1909 besuchte er zunächst die Volksschule in Syke und die Realschule in der Neustadt bis zur Untersekunda. Im Jahre 1919 meldete sich er freiwillig zum Freikorps Hülsen. Anfang 1920 wurde er aus dem Freikorps entlassen und absolvierte zweieinhalb Jahre lang eine kaufmännische Lehre bei der Zigarrenfabrik Dreyer & Prollius. Im Jahre 1924 erhielt er seine erste Anstellung als Handlungsgehilfe bei der Firma Martin Brinkmann in Bremen, aber löste dieses Arbeitsverhältnis nach 6 Monaten und trat als kaufmännischer Angestellter bei der Schröder-Bank in Bremen ein. Dort war er nur 9 Monate lang tätig. Sein Stiefvater vermittelte ihm eine Stelle bei der Firma Vogelsang in Bremen. Im Büro dieser Tabakfabrik war Hildebrand 10 Jahre lang tätig. Im Jahre 1935 übernahm er bei der Firma Focke-Wulf die Leitung des Werkschutzes. Im Jahre 1936 wurde er als Kanzleivorsteher bei den Stadtwerken Bremen AG angestellt.
Zum 1. Oktober 1930 trat er der NSDAP bei (Mitgliedsnummer 323.063). Am 1. Oktober 1931 wurde er Mitglied  der Allgemeinen SS (SS-Nummer 14.669). Hildebrand führte in Bremen den SS-Sturm Schwachhausen. Nach Kriegsbeginn 1939 wurde er zur Waffen-SS eingezogen, erhielt in Oranienburg eine infanteristische Ausbildung und kam nach Stettin zum 5. SS-Totenkopf-Infanterieregiment. Im Sommer 1940 wurde er bei der Auflösung des Regiments entlassen. Im November 1940 wurde er erneut einberufen und kam mit dem 4. SS-Infanterieregiment nach Holland zum Küstenschutz. Im April 1941 wurde das Regiment nach Warschau verlegt und im Russlandfeldzug bei Leningrad eingesetzt. Hildebrand zog sich im Dezember 1941 eine Lungenentzündung zu und kam in das Lazarett nach Tosno. Als das Regiment von Warschau nach Krakau verlegt wurde, folgte Hildebrand seiner Einheit nach, musste jedoch wieder ins Lazarett Krakau eingeliefert werden. Er musste bis Juli 1942 im Lazarett bleiben. Anschließend wurde er zur Dienststelle des Höheren SS- und Polizeiführers in Krakau versetzt. Am 13. Juli 1942 wurde er bei Stab des SS- und Polizeiführers (SSPF) Lemberg die Stellung Inspekteurs der jüdischen Zwangsarbeitslager übertragen. Am 1. August 1943 wurde er Lagerkommandant der jüdischen Zwangsarbeitslager in den Städten Drohobycz und Boryslaw.
Nach Kriegsende wurde er in Lauenburg/Elbe von britischen Truppen gefangen genommen. Am 31. Dezember 1945 wurde er aus der Kriegsgefangenschaft entlassen. Hildebrand arbeitete zunächst in Oker als Holzarbeiter und anschließend in Braunlage als Holzfäller. Im Frühjahr 1949 erlitt er einen Betriebsunfall und wurde kurzzeitig arbeitslos. Im Sommer 1949 nahm er in Bremen eine Tätigkeit in der Reklamefirma Richter & Diekmann an. Als ihn ein ehemaliger Insasse des Zwangsarbeitslagers Drohobycz am 14. Oktober 1950 zufällig auf der Straße als seinen ehemaligen Lagerkommandanten erkannte und anzeigte, wurde Hildebrandt sofort verhaftet. Am 6. Mai 1953 wurde er vom Landgericht Bremen wegen Beihilfe zum Mord in 4 Fällen und des Totschlags in einem Fall zu 8 Jahren Zuchthaus verurteilt. Er verbüßte diese Strafe bis zum Dezember 1955. Nach seiner Entlassung arbeitete er wieder bei der Reklamefirma Richter & Diekmann. Am 1. März 1965 wurde er erneut festgenommen und befand sich in der Untersuchungshaft. Am 12. Mai 1967 wurde er vom Landgericht Bremen wegen Mordes in einem Falle und der Beihilfe zum Mord in drei Fällen zu lebenslangem Zuchthaus verurteilt. Am 13. Dezember 1973 wurde er aus der Justizvollzugsanstalt Fuhlsbüttel entlassen.